# Cotiheresiarches dirus
Cotiheresiarches dirus är en stekelart som först beskrevs av Wesmael 1853.  Cotiheresiarches dirus ingår i släktet Cotiheresiarches och familjen brokparasitsteklar. Arten är reproducerande i Sverige. Inga underarter finns listade i Catalogue of Life.